# Europees kampioenschap voetbal 2016
Het Europees kampioenschap voetbal mannen 2016 of UEFA Euro 2016 was de vijftiende editie van het vierjaarlijkse voetbalevenement. Het werd gehouden van 10 juni tot en met 10 juli 2016. Frankrijk was het gastland. Na de toernooien van 1960 en 1984 was het de derde maal dat dit land gastland was.
Voor het eerst in de geschiedenis namen er 24 landen deel aan het toernooi. Dit was een uitbreiding met acht, waardoor er ook twintig wedstrijden meer gespeeld werden. Er werden zes groepen van vier teams gemaakt. De nummers één en twee uit elke groep en de vier beste nummers drie gingen door naar de achtste finale. Vervolgens werden achtste finales, kwartfinales, halve finales en de finale gespeeld.
Het toernooi werd uitgebreid zodat ook kleinere landen kunnen deelnemen aan het EK waarvoor de grotere landen zich vrijwel altijd plaatsen. De voormalige kampioenen Nederland, Denemarken en Griekenland slaagden er niet in om zich te kwalificeren. Nederland, dat nog derde werd op het WK van 2014 eindigde als vierde in zijn kwalificatiegroep. Denemarken werd in de barrages uitgeschakeld en Griekenland, nog tot de tweede ronde van het laatste WK doorgedrongen, eindigde als laatste in zijn groep.
Portugal won het toernooi door in de finale Frankrijk met 1-0 te verslaan na verlenging. Éder werd de matchwinner door in de 109e minuut het enige doelpunt van de wedstrijd te maken.

## Kandidaatstelling

### Procedure kandidaatstelling
Geïnteresseerde (combinaties van) landen om het toernooi te organiseren konden zich tot 9 maart 2009 aanmelden bij de UEFA. De UEFA had daarbij de mogelijkheid om het aantal kandidaturen terug te brengen tot drie of vier. De geïnteresseerde landen kregen dan de mogelijkheid om hun bidbook op te stellen dat uiterlijk 15 februari 2010 moest zijn ingediend. Vervolgens werden de aanmeldingen door de UEFA geëvalueerd en werden vanaf maart 2010 de kandidaat-landen bezocht. Op 28 mei 2010 werd de keuze gemaakt. De UEFA schrijft voor dat bij een toernooi met 24 deelnemers er negen tot twaalf stadions nodig zijn. Door de strenge eisen die de UEFA stelt komen alleen de grote landen in aanmerking voor de organisatie door één land of een combinatie van twee of maximaal drie kleinere landen, zoals dat eerder is gebeurd met het EK 2000, het EK 2008 en het EK 2012.

### Kandidaten
Drie landen hebben in maart 2009 een individuele kandidatuur ingediend en twee landen een gezamenlijke. Frankrijk, Italië, Turkije individueel en Noorwegen en Zweden gezamenlijk. De verantwoordelijke ministers van Noorwegen en Zweden wilden geen overheidsgeld beschikbaar stellen. De kandidatuur werd stopgezet. De UEFA meldde in februari 2010 dat Frankrijk, Italië en Turkije hun bidbook hadden ingediend.
Eerder overwogen Schotland, eventueel samen met Wales, Ierland en Noord-Ierland, Griekenland, Rusland en de combinatie van Roemenië en Bulgarije om zich kandidaat te stellen, maar deze landen hebben dit uiteindelijk niet gedaan.

### Stemrondes
De dertien stemgerechtigde leden van het uitvoerend comité van de UEFA bepaalden via een stemming het organiserend land. De stemming bestond uit twee ronden. In de eerste ronde moest elk lid de landen op voorkeursvolgorde plaatsen. Het voorkeursland kreeg 5 punten, de nummer twee 2 punten en de nummer drie één punt. Het land met het laagst aantal punten zou afvallen; dit bleek Italië te zijn. In de tweede ronde moest elk lid het land van voorkeur aangeven. Het land met de meeste stemmen zou winnen; dit bleek Frankrijk te zijn.
| Nr. | Land      | Stemmen | Stemmen | Eerdere EK's georganiseerd | Aantal speellocaties |
| Nr. | Land      | Ronde 1 | Ronde 2 | Eerdere EK's georganiseerd | Aantal speellocaties |
| --- | --------- | ------- | ------- | -------------------------- | -------------------- |
| 1.  | Frankrijk | 43      | 7       | 1960 en 1984               | 12 speelsteden       |
| 2.  | Turkije   | 38      | 6       | N.v.t.                     | 12 speelsteden       |
| 3.  | Italië    | 23      | -       | 1968 en 1980               | 12 speelsteden       |

## Speelsteden
De Franse voetbalbond wees in november 2009 twaalf speelsteden aan:
Saint-Denis, Marseille, Lyon, Villeneuve-d'Ascq, Parijs, Lens, Saint-Étienne, Toulouse, Bordeaux, Straatsburg, Nice en Nancy. Dit werd later teruggebracht tot 9 speelsteden (Straatsburg, Saint-Étienne en Toulouse vielen af). In juni 2011 werden Saint-Étienne en Toulouse weer toegevoegd aan de lijst, zodat het totale aantal speelsteden nu op 11 kwam. In december 2011 besloot Nancy af te zien van het EK, omdat de renovatie van het stadion niet doorging.
| Saint-Denis                                    | Marseille                                                                                       | Lyon                                                                                            | Parijs                                    |
| ---------------------------------------------- | ----------------------------------------------------------------------------------------------- | ----------------------------------------------------------------------------------------------- | ----------------------------------------- |
| Stade de France Capaciteit: 81.338             | Stade Vélodrome Capaciteit: 67.000                                                              | Parc Olympique Lyonnais Capaciteit: 61.556                                                      | Parc des Princes Capaciteit: 51.000       |
|                                                |                                                                                                 |                                                                                                 |                                           |
| Villeneuve-d'Ascq (Lille Métropole)            | · Saint-Denis Marseille Parijs Lens Villeneuve-d'Ascq Toulouse Saint-Étienne Nice Lyon Bordeaux | · Saint-Denis Marseille Parijs Lens Villeneuve-d'Ascq Toulouse Saint-Étienne Nice Lyon Bordeaux | Lens                                      |
| Grand Stade Lille Métropole Capaciteit: 50.186 | · Saint-Denis Marseille Parijs Lens Villeneuve-d'Ascq Toulouse Saint-Étienne Nice Lyon Bordeaux | · Saint-Denis Marseille Parijs Lens Villeneuve-d'Ascq Toulouse Saint-Étienne Nice Lyon Bordeaux | Stade Bollaert-Delelis Capaciteit: 45.000 |
|                                                | · Saint-Denis Marseille Parijs Lens Villeneuve-d'Ascq Toulouse Saint-Étienne Nice Lyon Bordeaux | · Saint-Denis Marseille Parijs Lens Villeneuve-d'Ascq Toulouse Saint-Étienne Nice Lyon Bordeaux |                                           |
| Bordeaux                                       | Saint-Étienne                                                                                   | Toulouse                                                                                        | Nice                                      |
| Nouveau Stade Bordeaux Capaciteit: 42.566      | Stade Geoffroy-Guichard Capaciteit: 42.000                                                      | Stadium Municipal Capaciteit: 36.550                                                            | Allianz Riviera Capaciteit: 35.624        |
|                                                |                                                                                                 |                                                                                                 |                                           |

## Extra voorzorgsmaatregelen en incidenten
In Frankrijk geldt tot op heden de noodtoestand die werd uitgeroepen daags na de aanslagen in Parijs van november 2015, waarbij het Stade de France een van de doelwitten was. In de aanloop naar het EK 2016 zijn allerlei extra beveiligingsmaatregelen getroffen om mogelijke nieuwe terreuraanslagen te voorkomen. Begin juni had Frankrijk 90.000 man ingezet ter beveiliging van het toernooi.
In mei werd bij de Pools-Oekraïense grens een Fransman aangehouden die een grote hoeveelheid wapens en springstof bij zich had. Volgens berichten van de Oekraïense veiligheidsdienst zou hij van plan zijn geweest om tijdens het EK 15 aanslagen te plegen.

## Lied
De Franse dj en producer David Guetta en de Zweedse zangeres Zara Larsson schreven samen het officiële EK-lied genaamd This One's For You.

## Kwalificatie

### Loting
De kwalificatiegroepen werden geloot op 23 februari 2014 in Nice.

#### Procedure
De groepen werden dusdanig samengesteld dat de sterkste landen niet bij elkaar in de groep zouden komen en dat de groepen een vergelijkbare sterkte hadden. Hiertoe werden de landen ingedeeld in zes potten. Pot 1 was de sterkste pot, met daarin de landen met de hoogste coëfficiënten en geleid door de titelhouder. De coëfficiënten waren gebaseerd op de resultaten in de kwalificatie voor het WK 2014 en de kwalificatie en eindronde van het EK 2012 en het WK 2010. Uit elke pot werd een land in een andere groep geloot. Landen die in dezelfde pot waren ingedeeld, konden dus niet tegen elkaar spelen. Landen waarvan de thuismarkten de grootste bijdrage hadden geleverd aan de opbrengst voor het kwalificatietoernooi werden in een groep van zes landen geplaatst. Dit waren Engeland, Duitsland, Italië, Spanje en Nederland. Om politieke reden konden Armenië en Azerbeidzjan niet bij elkaar in de groep komen. Dat gold ook voor Spanje en Gibraltar.

#### Potindeling en speelschema
De UEFA maakte de potindeling eind januari 2014 bekend.
Direct na de loting maakte de UEFA het speelschema bekend. Tot dan toe was het gebruikelijk dat de landen uit de groep onderling het schema opstelden. Frankrijk werd achteraf toegevoegd aan de groep met vijf landen. De wedstrijden van de Franse ploeg zouden evenwel vriendschappelijk zijn, en niet meegerekend worden in het klassement.
| Pot 1 (groepshoofden)                                                                         | Pot 2                                                                            | Pot 3                                                                        | Pot 4                                                                            | Pot 5                                                                                 | Pot 6                                                                         |
| --------------------------------------------------------------------------------------------- | -------------------------------------------------------------------------------- | ---------------------------------------------------------------------------- | -------------------------------------------------------------------------------- | ------------------------------------------------------------------------------------- | ----------------------------------------------------------------------------- |
| Spanje Duitsland Nederland Italië Engeland Portugal Griekenland Rusland Bosnië en Herzegovina | Oekraïne Kroatië Zweden Denemarken Zwitserland België Tsjechië Hongarije Ierland | Servië Turkije Slovenië Israël Noorwegen Slowakije Roemenië Oostenrijk Polen | Montenegro Armenië Schotland Finland Letland Wales Bulgarije Estland Wit-Rusland | IJsland Noord-Ierland Albanië Litouwen Moldavië Macedonië Azerbeidzjan Georgië Cyprus | Luxemburg Kazachstan Liechtenstein Faeröer Malta Andorra San Marino Gibraltar |

### Gekwalificeerde landen
| Land          | Gekwalificeerd als | Kwalificatiedatum | Eerdere deelnames aan EK                                              | Winnaar van EK       |
| ------------- | ------------------ | ----------------- | --------------------------------------------------------------------- | -------------------- |
| Frankrijk     | Gastland           | 20 mei 2010       | (8) 1960, 1984, 1992, 1996, 2000, 2004, 2008, 2012                    | (2) 1984, 2000       |
| Engeland      | 1e Groep E         | 5 september 2015  | (8) 1968, 1980, 1988, 1992, 1996, 2000, 2004, 2012                    | (0)                  |
| Tsjechië      | 1e Groep A         | 6 september 2015  | (5) 1996, 2000, 2004, 2008, 2012                                      | (0)                  |
| IJsland       | 2e Groep A         | 6 september 2015  | (0)                                                                   | (0)                  |
| Oostenrijk    | 1e Groep G         | 8 september 2015  | (1) 2008                                                              | (0)                  |
| Portugal      | 1e Groep I         | 8 oktober 2015    | (6) 1984, 1996, 2000, 2004, 2008, 2012                                | (0)                  |
| Noord-Ierland | 1e Groep F         | 8 oktober 2015    | (0)                                                                   | (0)                  |
| Spanje        | 1e Groep C         | 9 oktober 2015    | (9) 1964, 1980, 1984, 1988, 1996, 2000, 2004,2008, 2012               | (3) 1964, 2008, 2012 |
| Zwitserland   | 2e Groep E         | 9 oktober 2015    | (3) 1996, 2004, 2008                                                  | (0)                  |
| Italië        | 1e Groep H         | 10 oktober 2015   | (8) 1968, 1980, 1988, 1996, 2000, 2004, 2008, 2012                    | (1) 1968             |
| België        | 1e Groep B         | 10 oktober 2015   | (4) 1972, 1980, 1984, 2000                                            | (0)                  |
| Wales         | 2e Groep B         | 10 oktober 2015   | (0)                                                                   | (0)                  |
| Albanië       | 2e Groep I         | 11 oktober 2015   | (0)                                                                   | (0)                  |
| Roemenië      | 2e Groep F         | 11 oktober 2015   | (4) 1984, 1996, 2000, 2008                                            | (0)                  |
| Duitsland     | 1e Groep D         | 11 oktober 2015   | (11) 1972, 1976, 1980, 1984, 1988, 1992, 1996, 2000, 2004, 2008, 2012 | (3) 1972, 1980, 1996 |
| Polen         | 2e Groep D         | 11 oktober 2015   | (2) 2008, 2012                                                        | (0)                  |
| Rusland       | 2e Groep G         | 12 oktober 2015   | (4) 1996, 2004, 2008, 2012                                            | (0)                  |
| Slowakije     | 2e Groep C         | 12 oktober 2015   | (0)                                                                   | (0)                  |
| Kroatië       | 2e Groep H         | 13 oktober 2015   | (4) 1996, 2004, 2008, 2012                                            | (0)                  |
| Turkije       | Beste derde        | 13 oktober 2015   | (3) 1996, 2000, 2008                                                  | (0)                  |
| Hongarije     | Play-offs          | 15 november 2015  | (2) 1964, 1972                                                        | (0)                  |
| Ierland       | Play-offs          | 16 november 2015  | (2) 1988, 2012                                                        | (0)                  |
| Zweden        | Play-offs          | 17 november 2015  | (5) 1992, 2000, 2004, 2008, 2012                                      | (0)                  |
| Oekraïne      | Play-offs          | 17 november 2015  | (1) 2012                                                              | (0)                  |

## Scheidsrechters
De UEFA maakte de geselecteerde scheidsrechters bekend op 15 december 2015. Björn Kuipers is de enige Nederlander.
| Land      | Scheidsrechter          | Assistent-scheidsrechters                                                            | Extra assistent-scheidsrechters           |
| --------- | ----------------------- | ------------------------------------------------------------------------------------ | ----------------------------------------- |
| Engeland  | Martin Atkinson         | Michael Mullarkey Stephen Child Gary Beswick (stand-by)                              | Michael Oliver Craig Pawson               |
| Duitsland | Felix Brych             | Mark Borsch Stefan Lupp Marco Achmüller (stand-by)                                   | Bastian Dankert Marco Fritz               |
| Turkije   | Cüneyt Çakır            | Bahattin Duran Tarık Ongun Mustafa Emre Eyisoy (stand-by)                            | Hüseyin Göçek Barış Şimşek                |
| Engeland  | Mark Clattenburg        | Simon Beck Jake Collin Stuart Burt (stand-by)                                        | Anthony Taylor Andre Marriner             |
| Schotland | William Collum          | Damien MacGraith Francis Connor Douglas Ross (stand-by)                              | Robert Madden John Beaton                 |
| Zweden    | Jonas Eriksson          | Mathias Klasenius Daniel Warnmark Mehmet Culum (stand-by)                            | Stefan Johannesson Markus Strömbergsson   |
| Roemenië  | Ovidiu Haţegan          | Octavian Şovre Sebastian Eugen Gheorghe Radu Adrian Stefan Ghinguleac (stand-by)     | Alexandru Tudor Sebastian Colțescu        |
| Rusland   | Sergej Karasjov         | Anton Averyanov Tikhon Kalugin Nikolai Golubev                                       | Sergej Lapotsjkin Sergej Ivanov           |
| Hongarije | Viktor Kassai           | György Ring Vencel Toth Istvan Albert (stand-by)                                     | Tamás Bognár Ádám Farkas                  |
| Tsjechië  | Pavel Královec          | Roman Slyško Martin Wilczek Tomáš Mokrusch (stand-by)                                | Petr Ardeleánu Michal Paták               |
| Nederland | Björn Kuipers           | Sander van Roekel Erwin Zeinstra Mario Diks (stand-by)                               | Pol van Boekel Richard Liesveld           |
| Polen     | Szymon Marciniak        | Paweł Sokolnicki Tomasz Listkiewic Radosław Siejka (stand-by)                        | Paweł Raczkowski Tomasz Musiał            |
| Servië    | Milorad Mažić           | Milovan Ristić Dalibor Đurđević Nemanja Petrović (stand-by)                          | Danilo Grujić Nenad Đokić                 |
| Noorwegen | Svein Oddvar Moen       | Kim Tomas Haglund Frank Andas Sven Erik Midthjell (stand-by)                         | Ken Henry Johnsen Svein-Erik Edvartsen    |
| Italië    | Nicola Rizzoli          | Elenito Di Liberatore Mauro Tonolini Gianluca Cariolato (stand-by)                   | Luca Banti Antonio Damato Daniele Orsato  |
| Slovenië  | Damir Skomina           | Jure Praprotnik Robert Vukan Bojan Ul (stand-by)                                     | Matej Jug Slavko Vinčić                   |
| Frankrijk | Clément Turpin          | Frédéric Cano Nicolas Danos Cyri Gringore (stand-by)                                 | Benoît Bastien Fredy Fautrel              |
| Spanje    | Carlos Velasco Carballo | Roberto Alonso Fernández Juan Carlos Yuste Jiménez Raúl Cabañero Martínez (stand-by) | Jesús Gil Manzano Carlos del Cerro Grande |

Na de groepsfase werden zes scheidsrechters en hun assistenten naar huis gestuurd. Dit waren William Collum, Ovidiu Haţegan, Sergej Karasjov, Pavel Královec, Svein Oddvar Moen en Clément Turpin. De scheidsrechtersteams van Martin Atkinson, Cüneyt Çakır en Carlos Velasco Carballo verlieten het toernooi na de achtste finales.
De volgende scheidsrechters en assistent-scheidsrechters dienen tijdens het toernooi als vierde official en reservegrensrechter:
| Land        | Vierde official         | Reservegrensrechter  |
| ----------- | ----------------------- | -------------------- |
| Wit-Rusland | Aleksej Koelbakov       | Vitali Maliutsin     |
| Griekenland | Anastasios Sidiropoulos | Damianos Efthymiadis |

## Eindronde
Om de uitbreiding van 16 naar 24 ploegen op te vangen, is het format gewijzigd in vergelijking met de editie van 2012. Er worden twee extra groepen toegevoegd in de groepsfase, en een extra ronde in de knock-outfase. De zes groepen (A tot en met F) bestaan elk uit vier ploegen, waarvan de beste twee van elke groep doorgaan naar de knock-outfase. Ook de vier beste derde ploegen gaan door naar de achtste finales, voor er wordt overgegaan naar de gebruikelijke kwartfinales, halve finales en de finale. Zo vallen er na de groepsfase slechts acht ploegen af.
Dit format genereert een totaal van 51 wedstrijden, tegenover de 31 wedstrijden die gespeeld werden op de voormalige 16 ploegen-toernooien. Deze 51 wedstrijden worden in een periode van 31 dagen afgewerkt.

### Loting
De groepen werden geloot op 12 december 2015 in Parijs.
Voorlopige potindeling en speelschema
De 24 ploegen zouden in zes groepen van vier ploegen geloot worden. Gastland Frankrijk werd automatisch in positie A1 geplaatst. Ook titelverdediger Spanje werd in Pot 1 ingedeeld. De andere 22 landen werden verdeeld volgens de UEFA-coëfficiënten na de voltooiing van kwalificatie, zodat er vier potten van zes teams gevormd werden. De UEFA-coëfficiënten van 14 oktober 2015 beslisten over de indeling van de potten.
| Pot 1 (Groepshoofden)                                                                                                | Pot 2 | Pot 3 | Pot 4 |
| --- | --- | --- | --- |
| Frankrijk (Gastland, A1) Spanje (Titelhouder) Duitsland (40.236) Engeland (36.963) Portugal (35.138) België (34.442) | Italië (34.345) Rusland (31.345) Zwitserland (31.254) Oostenrijk (30.932) Kroatië (30.642) Oekraïne (30.313) | Tsjechië (29.408) Zweden (29.028) Polen (28.306) Roemenië (28.038) Slowakije (27.171) Hongarije (27.142) | Turkije (27.033) Ierland (26.902) IJsland (25.388) Wales (24.521) Albanië (23.216) Noord-Ierland (22.961) |

Voorlopige indeling op basis van de UEFA-coëfficiënt 14/10/2015.

### Beslissingscriteria
In eerste instantie zijn teams gerangschikt op het aantal punten in alle groepswedstrijden. Mochten twee of meer teams hetzelfde puntenaantal hebben, dan bepalen de volgende criteria hun positie:
1. Hoogste aantal punten verkregen bij de onderlinge wedstrijden tussen de teams;
2. Doelsaldo verkregen bij de onderlinge wedstrijden tussen de gelijk eindigende teams (als er meer dan twee teams gelijk staan);
3. Hoogste aantal gescoorde doelpunten verkregen bij de onderlinge wedstrijden tussen de teams (als er meer dan twee teams gelijk staan);
4. Mochten er, na het toepassen van criteria 1 t/m 3, nog steeds twee teams gelijk eindigen, dan moeten criteria 1 t/m 3 opnieuw worden toegepast tussen deze twee teams. Staan deze teams dan nog steeds gelijk, dan wordt de positie bepaald door criteria 5 t/m 9;
5. Doelsaldo verkregen bij alle wedstrijden in de groep;
6. Hoogste aantal gescoorde doelpunten verkregen bij alle wedstrijden in de groep;
7. Mochten er twee teams in de laatste groepswedstrijd tegen elkaar spelen, de wedstrijd in een gelijkspel eindigen en de teams gelijk staan volgens criteria 1 t/m 6, dan spelen deze twee teams een strafschoppenserie om hun positie te bepalen. Dit geldt niet als er nog een ander team in dezelfde groep gelijk staat met deze twee teams;
8. Fair-Playklassement van het toernooi (1 punt voor een enkele gele kaart, 3 punten voor een rode kaart ten gevolge van 2 gele kaarten, 3 punten voor een directe rode kaart, 4 punten voor een gele kaart gevolgd door een directe rode kaart);
9. Positie op de UEFA-coëfficiëntenranglijst;

De vier beste derde ploegen worden bepaald volgens volgende criteria:
1. Hoogste aantal punten verkregen bij de onderlinge wedstrijden in hun groep;
2. Doelsaldo verkregen bij de onderlinge wedstrijden tussen de gelijk eindigende teams;
3. Hoogste aantal gescoorde doelpunten verkregen bij de onderlinge wedstrijden tussen de gelijk geëindigde teams;
4. Fair-Playklassement van het toernooi (1 punt voor een enkele gele kaart, 3 punten voor een rode kaart ten gevolge van 2 gele kaarten, 3 punten voor een directe rode kaart, 4 punten voor een gele kaart gevolgd door een directe rode kaart);
5. Positie op de UEFA-coëfficiëntenranglijst

### Structuur knock-outfase
De UEFA heeft volgende structuur ontwikkeld voor de achtste finales:
- Wedstrijd 1: Tweede groep A v tweede groep C
- Wedstrijd 2: Winnaar groep D v derde groep B/E/F
- Wedstrijd 3: Winnaar groep B v derde groep A/C/D
- Wedstrijd 4: Winnaar groep F v tweede groep E
- Wedstrijd 5: Winnaar groep C v derde groep A/B/F
- Wedstrijd 6: Winnaar groep E v tweede groep D
- Wedstrijd 7: Winnaar groep A v derde groep C/D/E
- Wedstrijd 8: Tweede groep B v tweede groep F

De samenstellingen van de wedstrijden betreffende de ploegen die op de derde plaats eindigen in hun groep zijn afhankelijk van welke vier derdebeste ploegen zich plaatsen voor de achtste finales.
| Vier beste 3de ploegen | Winnaar groep A v  | Winnaar groep B v  | Winnaar groep C v  | Winnaar groep D v  |
| ---------------------- | ------------------ | ------------------ | ------------------ | ------------------ |
| A B C D                | 3de plaats groep C | 3de plaats groep D | 3de plaats groep A | 3de plaats groep B |
| A B C E                | 3de plaats groep C | 3de plaats groep A | 3de plaats groep B | 3de plaats groep E |
| A B C F                | 3de plaats groep C | 3de plaats groep A | 3de plaats groep B | 3de plaats groep F |
| A B D E                | 3de plaats groep D | 3de plaats groep A | 3de plaats groep B | 3de plaats groep E |
| A B D F                | 3de plaats groep D | 3de plaats groep A | 3de plaats groep B | 3de plaats groep F |
| A B E F                | 3de plaats groep E | 3de plaats groep A | 3de plaats groep B | 3de plaats groep F |
| A C D E                | 3de plaats groep C | 3de plaats groep D | 3de plaats groep A | 3de plaats groep E |
| A C D F                | 3de plaats groep C | 3de plaats groep D | 3de plaats groep A | 3de plaats groep F |
| A C E F                | 3de plaats groep C | 3de plaats groep A | 3de plaats groep F | 3de plaats groep E |
| A D E F                | 3de plaats groep D | 3de plaats groep A | 3de plaats groep F | 3de plaats groep E |
| B C D E                | 3de plaats groep C | 3de plaats groep D | 3de plaats groep B | 3de plaats groep E |
| B C D F                | 3de plaats groep C | 3de plaats groep D | 3de plaats groep B | 3de plaats groep F |
| B C E F                | 3de plaats groep E | 3de plaats groep C | 3de plaats groep B | 3de plaats groep F |
| B D E F                | 3de plaats groep E | 3de plaats groep D | 3de plaats groep B | 3de plaats groep F |
| C D E F                | 3de plaats groep C | 3de plaats groep D | 3de plaats groep F | 3de plaats groep E |

De samenstelling van de kwartfinales is als volgt:
- Kwartfinale 1: Winnaar wedstrijd 1 v winnaar wedstrijd 2
- Kwartfinale 2: Winnaar wedstrijd 3 v winnaar wedstrijd 4
- Kwartfinale 3: Winnaar wedstrijd 5 v winnaar wedstrijd 6
- Kwartfinale 4: Winnaar wedstrijd 7 v winnaar wedstrijd 8

De halve finales zijn dan als volgt:
- Halve finale 1: Winnaar kwartfinale 1 v winnaar kwartfinale 2
- Halve finale 2: Winnaar kwartfinale 3 v winnaar kwartfinale 4

De finale is dan: Winnaar halve finale 1 v winnaar halve finale 2.
Zoals op elk toernooi sinds UEFA Euro 1984, wordt er geen wedstrijd gespeeld voor de derde plaats.

## Groepsfase
Puntentelling
De groepen spelen in een halve competitie, waarbij elk land eenmaal tegen elk ander land uit zijn eigen groep speelt. Volgens het driepuntensysteem krijgt een land drie punten voor een zege, een voor een gelijkspel en nul voor een nederlaag. De eerste twee landen uit elke groep en de vier beste nummers drie gaan door naar de volgende ronde.
Beslissingscriteria
Wanneer teams na het beëindigen van de groepsfase met evenveel punten eindigen, wordt een aantal opeenvolgende criteria doorlopen tot een verschil wordt gevonden en men de twee ploegen kan ordenen:

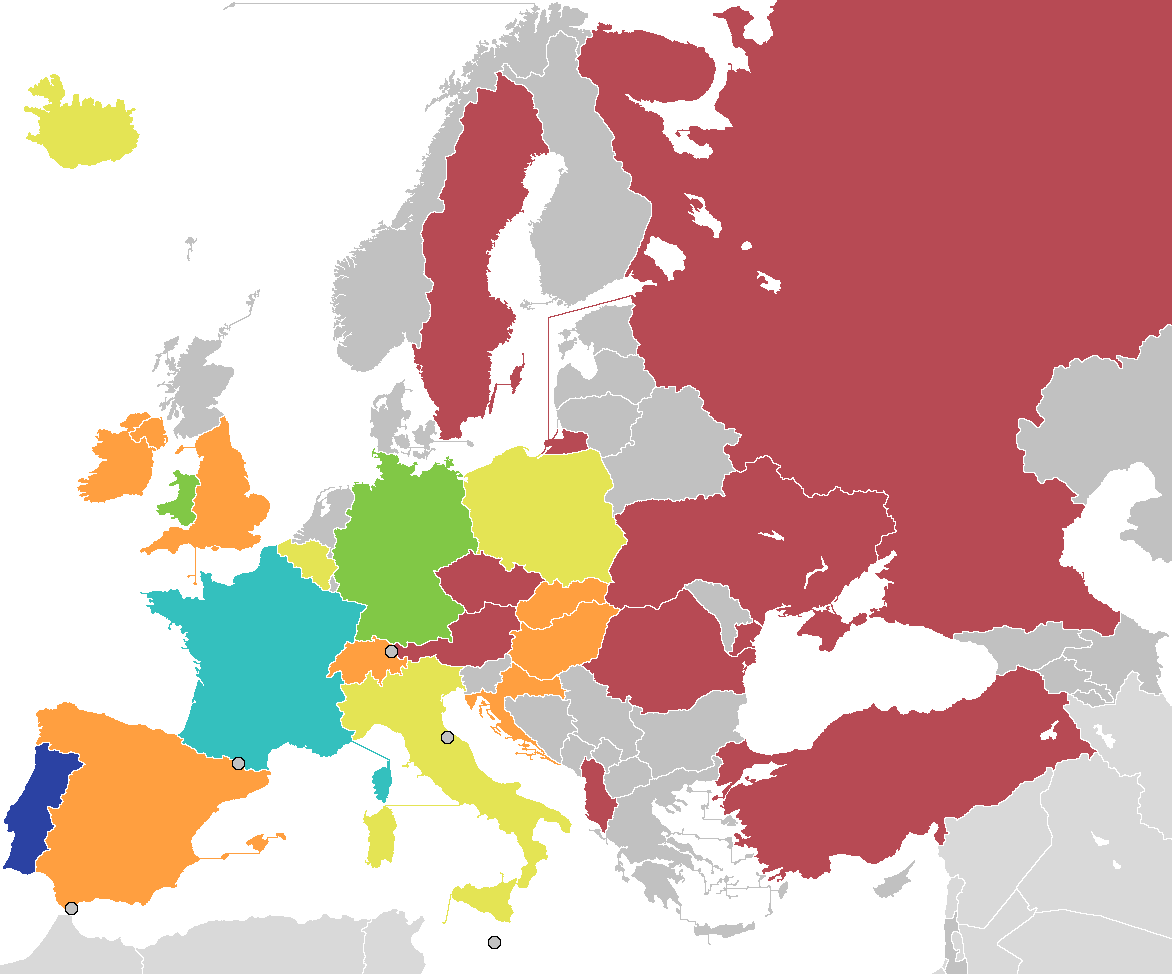
Resultaten deelnemers Euro 2016
Winnaar
Tweede
Halve finale
Kwartfinale
Achtste finale
Groepsfase

1. Meeste punten in de groepswedstrijden tegen andere ploegen met gelijk aantal punten.
2. Doelpuntensaldo als resultaat van de groepswedstrijden tegen andere ploegen met gelijk aantal punten.
3. Meeste doelpunten gescoord in de groepswedstrijden tegen andere ploegen met gelijk aantal punten.
4. Wanneer teams na het toepassen van de eerste drie criteria nog steeds gelijk staan, zullen criteria 1 tot en met 3 opnieuw worden toegepast, maar nu alleen tussen de teams in kwestie. Wanneer teams nog steeds gelijk staan, worden criteria 5 tot en met 9 toegepast.
5. Het doelpuntensaldo over alle groepswedstrijden.
6. Meeste doelpunten gescoord in alle groepswedstrijden.
7. Als twee teams hetzelfde aantal punten hebben en ook gelijk staan volgens criteria 1 tot en met 6 nadat ze in de laatste wedstrijd van de groepsfase tegen elkaar hebben gespeeld, wordt hun positie bepaald door een penalty shoot-out. Dit criterium wordt niet gebruikt als er meer dan twee teams op hetzelfde aantal punten eindigen.
8. Fair Play-ranglijst (1 punt voor een losse gele kaart, 3 punten voor een rode kaart als gevolg van twee gele kaarten, 3 punten voor een directe rode kaart en 4 punten voor een gele kaart gevolgd door een directe rode kaart).
9. Positie op de UEFA-coëfficiëntenranglijst

Betekenis van de kleuren
| Groen: geplaatst voor achtste finales |
| Rood: uitgeschakeld                   |

### Groep A
| Pos | Land        | Wed | Win | Gel | Ver | DV | DT | +/− | Pnt |
| --- | ----------- | --- | --- | --- | --- | -- | -- | --- | --- |
| 1   | Frankrijk   | 3   | 2   | 1   | 0   | 4  | 1  | +3  | 7   |
| 2   | Zwitserland | 3   | 1   | 2   | 0   | 2  | 1  | +1  | 5   |
| 3   | Albanië     | 3   | 1   | 0   | 2   | 1  | 3  | –2  | 3   |
| 4   | Roemenië    | 3   | 0   | 1   | 2   | 2  | 4  | –2  | 1   |

|                                               |                      |       |                   |                                                                                 |
| 10 juni 2016 «onderlinge duels» 21:00 (UTC+2) | Frankrijk            | 2 – 1 | Roemenië          | Stade de France, Saint-Denis Toeschouwers: 75.113 Scheidsrechter: Viktor Kassai |
| 10 juni 2016 «onderlinge duels» 21:00 (UTC+2) | Giroud 57' Payet 89' |       | 65' (pen.) Stancu | Stade de France, Saint-Denis Toeschouwers: 75.113 Scheidsrechter: Viktor Kassai |

|                                               |               |       |             |                                                                                           |
| 11 juni 2016 «onderlinge duels» 15:00 (UTC+2) | Albanië       | 0 – 1 | Zwitserland | Stade Bollaert-Delelis, Lens Toeschouwers: 33.805 Scheidsrechter: Carlos Velasco Carballo |
| 11 juni 2016 «onderlinge duels» 15:00 (UTC+2) | Cana 23', 36' |       | 5' Schär    | Stade Bollaert-Delelis, Lens Toeschouwers: 33.805 Scheidsrechter: Carlos Velasco Carballo |

|                                               |                   |       |             |                                                                               |
| 15 juni 2016 «onderlinge duels» 18:00 (UTC+2) | Roemenië          | 1 – 1 | Zwitserland | Parc des Princes, Parijs Toeschouwers: 43.576 Scheidsrechter: Sergej Karasjov |
| 15 juni 2016 «onderlinge duels» 18:00 (UTC+2) | Stancu 18' (pen.) |       | 57' Mehmedi | Parc des Princes, Parijs Toeschouwers: 43.576 Scheidsrechter: Sergej Karasjov |

|                                               |                           |       |         |                                                                                |
| 15 juni 2016 «onderlinge duels» 21:00 (UTC+2) | Frankrijk                 | 2 – 0 | Albanië | Stade Vélodrome, Marseille Toeschouwers: 63.670 Scheidsrechter: William Collum |
| 15 juni 2016 «onderlinge duels» 21:00 (UTC+2) | Griezmann 90' Payet 90+6' |       |         | Stade Vélodrome, Marseille Toeschouwers: 63.670 Scheidsrechter: William Collum |

|                                               |          |            |         |                                                                              |
| 19 juni 2016 «onderlinge duels» 21:00 (UTC+2) | Roemenië | 0 – 1      | Albanië | Stade des Lumières, Lyon Toeschouwers: 49.752 Scheidsrechter: Pavel Královec |
| 19 juni 2016 «onderlinge duels» 21:00 (UTC+2) |          | 43' Sadiku |         | Stade des Lumières, Lyon Toeschouwers: 49.752 Scheidsrechter: Pavel Královec |

|                                               |             |       |           |                                                                                                   |
| 19 juni 2016 «onderlinge duels» 21:00 (UTC+2) | Zwitserland | 0 – 0 | Frankrijk | Grand Stade Lille Métropole, Villeneuve-d'Ascq Toeschouwers: 45.616 Scheidsrechter: Damir Skomina |
| 19 juni 2016 «onderlinge duels» 21:00 (UTC+2) |             |       |           | Grand Stade Lille Métropole, Villeneuve-d'Ascq Toeschouwers: 45.616 Scheidsrechter: Damir Skomina |

### Groep B
| Pos | Land      | Wed | Win | Gel | Ver | DV | DT | +/− | Pnt |
| --- | --------- | --- | --- | --- | --- | -- | -- | --- | --- |
| 1   | Wales     | 3   | 2   | 0   | 1   | 6  | 3  | +3  | 6   |
| 2   | Engeland  | 3   | 1   | 2   | 0   | 3  | 2  | +1  | 5   |
| 3   | Slowakije | 3   | 1   | 1   | 1   | 3  | 3  | 0   | 4   |
| 4   | Rusland   | 3   | 0   | 1   | 2   | 2  | 6  | –4  | 1   |

|                                               |                          |       |           |                                                                                         |
| 11 juni 2016 «onderlinge duels» 18:00 (UTC+2) | Wales                    | 2 – 1 | Slowakije | Nouveau Stade Bordeaux, Bordeaux Toeschouwers: 37.831 Scheidsrechter: Svein Oddvar Moen |
| 11 juni 2016 «onderlinge duels» 18:00 (UTC+2) | Bale 10' Robson-Kanu 81' |       | 61' Duda  | Nouveau Stade Bordeaux, Bordeaux Toeschouwers: 37.831 Scheidsrechter: Svein Oddvar Moen |

|                                               |          |       |                      |                                                                                |
| 11 juni 2016 «onderlinge duels» 21:00 (UTC+2) | Engeland | 1 – 1 | Rusland              | Stade Vélodrome, Marseille Toeschouwers: 62.343 Scheidsrechter: Nicola Rizzoli |
| 11 juni 2016 «onderlinge duels» 21:00 (UTC+2) | Dier 73' |       | 90+2' V. Berezoetski | Stade Vélodrome, Marseille Toeschouwers: 62.343 Scheidsrechter: Nicola Rizzoli |

|                                               |                |       |                      |                                                                                                   |
| 15 juni 2016 «onderlinge duels» 15:00 (UTC+2) | Rusland        | 1 – 2 | Slowakije            | Grand Stade Lille Métropole, Villeneuve-d'Ascq Toeschouwers: 38.989 Scheidsrechter: Damir Skomina |
| 15 juni 2016 «onderlinge duels» 15:00 (UTC+2) | Gloesjakov 80' |       | 32' Weiss 45' Hamšík | Grand Stade Lille Métropole, Villeneuve-d'Ascq Toeschouwers: 38.989 Scheidsrechter: Damir Skomina |

|                                               |                           |       |          |                                                                               |
| 16 juni 2016 «onderlinge duels» 15:00 (UTC+2) | Engeland                  | 2 – 1 | Wales    | Stade Bollaert-Delelis, Lens Toeschouwers: 34.033 Scheidsrechter: Felix Brych |
| 16 juni 2016 «onderlinge duels» 15:00 (UTC+2) | Vardy 56' Sturridge 90+2' |       | 42' Bale | Stade Bollaert-Delelis, Lens Toeschouwers: 34.033 Scheidsrechter: Felix Brych |

|                                               |         |                                |       |                                                                                 |
| 20 juni 2016 «onderlinge duels» 21:00 (UTC+2) | Rusland | 0 – 3                          | Wales | Stadium Municipal, Toulouse Toeschouwers: 28.840 Scheidsrechter: Jonas Eriksson |
| 20 juni 2016 «onderlinge duels» 21:00 (UTC+2) |         | 11' Ramsey 20' Taylor 67' Bale |       | Stadium Municipal, Toulouse Toeschouwers: 28.840 Scheidsrechter: Jonas Eriksson |

|                                               |           |       |          | |
| 20 juni 2016 «onderlinge duels» 21:00 (UTC+2) | Slowakije | 0 – 0 | Engeland | Stade Geoffroy-Guichard, Saint-Étienne Toeschouwers: 39.051 Scheidsrechter: Carlos Velasco Carballo |
| 20 juni 2016 «onderlinge duels» 21:00 (UTC+2) |           |       |          | Stade Geoffroy-Guichard, Saint-Étienne Toeschouwers: 39.051 Scheidsrechter: Carlos Velasco Carballo |

### Groep C
| Pos | Land          | Wed | Win | Gel | Ver | DV | DT | +/− | Pnt |
| --- | ------------- | --- | --- | --- | --- | -- | -- | --- | --- |
| 1   | Duitsland     | 3   | 2   | 1   | 0   | 3  | 0  | +3  | 7   |
| 2   | Polen         | 3   | 2   | 1   | 0   | 2  | 0  | +2  | 7   |
| 3   | Noord-Ierland | 3   | 1   | 0   | 2   | 2  | 2  | 0   | 3   |
| 4   | Oekraïne      | 3   | 0   | 0   | 3   | 0  | 5  | –5  | 0   |

|                                               |           |       |               |                                                                           |
| 12 juni 2016 «onderlinge duels» 18:00 (UTC+2) | Polen     | 1 – 0 | Noord-Ierland | Allianz Riviera, Nice Toeschouwers: 33.742 Scheidsrechter: Ovidiu Haţegan |
| 12 juni 2016 «onderlinge duels» 18:00 (UTC+2) | Milik 51' |       |               | Allianz Riviera, Nice Toeschouwers: 33.742 Scheidsrechter: Ovidiu Haţegan |

|                                               |                                  |       |          | |
| 12 juni 2016 «onderlinge duels» 21:00 (UTC+2) | Duitsland                        | 2 – 0 | Oekraïne | Grand Stade Lille Métropole, Villeneuve-d'Ascq Toeschouwers: 43.035 Scheidsrechter: Martin Atkinson |
| 12 juni 2016 «onderlinge duels» 21:00 (UTC+2) | Mustafi 19' Schweinsteiger 90+2' |       |          | Grand Stade Lille Métropole, Villeneuve-d'Ascq Toeschouwers: 43.035 Scheidsrechter: Martin Atkinson |

|                                               |          |                          |               |                                                                              |
| 16 juni 2016 «onderlinge duels» 18:00 (UTC+2) | Oekraïne | 0 – 2                    | Noord-Ierland | Stade des Lumières, Lyon Toeschouwers: 51.043 Scheidsrechter: Pavel Královec |
| 16 juni 2016 «onderlinge duels» 18:00 (UTC+2) |          | 49' McAuley 90+6' McGinn |               | Stade des Lumières, Lyon Toeschouwers: 51.043 Scheidsrechter: Pavel Královec |

Wedstrijd 3 minuten stilgelegd wegens hagel
|                                               |           |       |       |                                                                                 |
| 16 juni 2016 «onderlinge duels» 21:00 (UTC+2) | Duitsland | 0 – 0 | Polen | Stade de France, Saint-Denis Toeschouwers: 73.648 Scheidsrechter: Björn Kuipers |
| 16 juni 2016 «onderlinge duels» 21:00 (UTC+2) |           |       |       | Stade de France, Saint-Denis Toeschouwers: 73.648 Scheidsrechter: Björn Kuipers |

|                                               |          |                    |       |                                                                                   |
| 21 juni 2016 «onderlinge duels» 18:00 (UTC+2) | Oekraïne | 0 – 1              | Polen | Stade Vélodrome, Marseille Toeschouwers: 58.874 Scheidsrechter: Svein Oddvar Moen |
| 21 juni 2016 «onderlinge duels» 18:00 (UTC+2) |          | 54' Błaszczykowski |       | Stade Vélodrome, Marseille Toeschouwers: 58.874 Scheidsrechter: Svein Oddvar Moen |

|                                               |               |           |           |                                                                              |
| 21 juni 2016 «onderlinge duels» 18:00 (UTC+2) | Noord-Ierland | 0 – 1     | Duitsland | Parc des Princes, Parijs Toeschouwers: 44.125 Scheidsrechter: Clément Turpin |
| 21 juni 2016 «onderlinge duels» 18:00 (UTC+2) |               | 30' Gómez |           | Parc des Princes, Parijs Toeschouwers: 44.125 Scheidsrechter: Clément Turpin |

### Groep D
| Pos | Land     | Wed | Win | Gel | Ver | DV | DT | +/− | Pnt |
| --- | -------- | --- | --- | --- | --- | -- | -- | --- | --- |
| 1   | Kroatië  | 3   | 2   | 1   | 0   | 5  | 3  | +2  | 7   |
| 2   | Spanje   | 3   | 2   | 0   | 1   | 5  | 2  | +3  | 6   |
| 3   | Turkije  | 3   | 1   | 0   | 2   | 2  | 4  | –2  | 3   |
| 4   | Tsjechië | 3   | 0   | 1   | 2   | 2  | 5  | –3  | 1   |

|                                               |         |            |         |                                                                              |
| 12 juni 2016 «onderlinge duels» 15:00 (UTC+2) | Turkije | 0 – 1      | Kroatië | Parc des Princes, Parijs Toeschouwers: 43.842 Scheidsrechter: Jonas Eriksson |
| 12 juni 2016 «onderlinge duels» 15:00 (UTC+2) |         | 41' Modrić |         | Parc des Princes, Parijs Toeschouwers: 43.842 Scheidsrechter: Jonas Eriksson |

|                                               |           |       |          |                                                                                   |
| 13 juni 2016 «onderlinge duels» 15:00 (UTC+2) | Spanje    | 1 – 0 | Tsjechië | Stadium Municipal, Toulouse Toeschouwers: 29.400 Scheidsrechter: Szymon Marciniak |
| 13 juni 2016 «onderlinge duels» 15:00 (UTC+2) | Piqué 87' |       |          | Stadium Municipal, Toulouse Toeschouwers: 29.400 Scheidsrechter: Szymon Marciniak |

|                                               |                              |       |                         |                                                                                              |
| 17 juni 2016 «onderlinge duels» 18:00 (UTC+2) | Tsjechië                     | 2 – 2 | Kroatië                 | Stade Geoffroy-Guichard, Saint-Étienne Toeschouwers: 38.376 Scheidsrechter: Mark Clattenburg |
| 17 juni 2016 «onderlinge duels» 18:00 (UTC+2) | Škoda 76' Necid 90+4' (pen.) |       | 37' Perišić 59' Rakitić | Stade Geoffroy-Guichard, Saint-Étienne Toeschouwers: 38.376 Scheidsrechter: Mark Clattenburg |

Wedstrijd 5 minuten stilgelegd wegens Kroatisch supportersgeweld
|                                               |                            |       |         |                                                                          |
| 17 juni 2016 «onderlinge duels» 21:00 (UTC+2) | Spanje                     | 3 – 0 | Turkije | Allianz Riviera, Nice Toeschouwers: 33.409 Scheidsrechter: Milorad Mažić |
| 17 juni 2016 «onderlinge duels» 21:00 (UTC+2) | Morata 34', 48' Nolito 37' |       |         | Allianz Riviera, Nice Toeschouwers: 33.409 Scheidsrechter: Milorad Mažić |

|                                               |          |                      |         |                                                                                  |
| 21 juni 2016 «onderlinge duels» 21:00 (UTC+2) | Tsjechië | 0 – 2                | Turkije | Stade Bollaert-Delelis, Lens Toeschouwers: 32.836 Scheidsrechter: William Collum |
| 21 juni 2016 «onderlinge duels» 21:00 (UTC+2) |          | 10' Yılmaz 65' Tufan |         | Stade Bollaert-Delelis, Lens Toeschouwers: 32.836 Scheidsrechter: William Collum |

|                                               |                            |       |           |                                                                                     |
| 21 juni 2016 «onderlinge duels» 21:00 (UTC+2) | Kroatië                    | 2 – 1 | Spanje    | Nouveau Stade Bordeaux, Bordeaux Toeschouwers: 37.245 Scheidsrechter: Björn Kuipers |
| 21 juni 2016 «onderlinge duels» 21:00 (UTC+2) | N. Kalinić 45' Perišić 87' |       | 7' Morata | Nouveau Stade Bordeaux, Bordeaux Toeschouwers: 37.245 Scheidsrechter: Björn Kuipers |

### Groep E
| Pos | Land    | Wed | Win | Gel | Ver | DV | DT | +/− | Pnt |
| --- | ------- | --- | --- | --- | --- | -- | -- | --- | --- |
| 1   | Italië  | 3   | 2   | 0   | 1   | 3  | 1  | +2  | 6   |
| 2   | België  | 3   | 2   | 0   | 1   | 4  | 2  | +2  | 6   |
| 3   | Ierland | 3   | 1   | 1   | 1   | 2  | 4  | –2  | 4   |
| 4   | Zweden  | 3   | 0   | 1   | 2   | 1  | 3  | –2  | 1   |

|                                               |              |       |                  |                                                                                 |
| 13 juni 2016 «onderlinge duels» 18:00 (UTC+2) | Ierland      | 1 – 1 | Zweden           | Stade de France, Saint-Denis Toeschouwers: 73.419 Scheidsrechter: Milorad Mažić |
| 13 juni 2016 «onderlinge duels» 18:00 (UTC+2) | Hoolahan 48' |       | 71' (e.d.) Clark | Stade de France, Saint-Denis Toeschouwers: 73.419 Scheidsrechter: Milorad Mažić |

|                                               |        |                             |        |                                                                                |
| 13 juni 2016 «onderlinge duels» 21:00 (UTC+2) | België | 0 – 2                       | Italië | Stade des Lumières, Lyon Toeschouwers: 55.408 Scheidsrechter: Mark Clattenburg |
| 13 juni 2016 «onderlinge duels» 21:00 (UTC+2) |        | 32' Giaccherini 90+2' Pellè |        | Stade des Lumières, Lyon Toeschouwers: 55.408 Scheidsrechter: Mark Clattenburg |

|                                               |          |       |        |                                                                                |
| 17 juni 2016 «onderlinge duels» 15:00 (UTC+2) | Italië   | 1 – 0 | Zweden | Stadium Municipal, Toulouse Toeschouwers: 29.600 Scheidsrechter: Viktor Kassai |
| 17 juni 2016 «onderlinge duels» 15:00 (UTC+2) | Éder 88' |       |        | Stadium Municipal, Toulouse Toeschouwers: 29.600 Scheidsrechter: Viktor Kassai |

|                                               |                               |       |         |                                                                                    |
| 18 juni 2016 «onderlinge duels» 15:00 (UTC+2) | België                        | 3 – 0 | Ierland | Nouveau Stade Bordeaux, Bordeaux Toeschouwers: 39.493 Scheidsrechter: Cüneyt Çakır |
| 18 juni 2016 «onderlinge duels» 15:00 (UTC+2) | R. Lukaku 48', 70' Witsel 61' |       |         | Nouveau Stade Bordeaux, Bordeaux Toeschouwers: 39.493 Scheidsrechter: Cüneyt Çakır |

|                                               |        |           |         | |
| 22 juni 2016 «onderlinge duels» 21:00 (UTC+2) | Italië | 0 – 1     | Ierland | Grand Stade Lille Métropole, Villeneuve-d'Ascq Toeschouwers: 44.268 Scheidsrechter: Ovidiu Haţegan |
| 22 juni 2016 «onderlinge duels» 21:00 (UTC+2) |        | 85' Brady |         | Grand Stade Lille Métropole, Villeneuve-d'Ascq Toeschouwers: 44.268 Scheidsrechter: Ovidiu Haţegan |

|                                               |        |                |        |                                                                        |
| 22 juni 2016 «onderlinge duels» 21:00 (UTC+2) | Zweden | 0 – 1          | België | Allianz Riviera, Nice Toeschouwers: 34.011 Scheidsrechter: Felix Brych |
| 22 juni 2016 «onderlinge duels» 21:00 (UTC+2) |        | 84' Nainggolan |        | Allianz Riviera, Nice Toeschouwers: 34.011 Scheidsrechter: Felix Brych |

### Groep F
| Pos | Land       | Wed | Win | Gel | Ver | DV | DT | +/− | Pnt |
| --- | ---------- | --- | --- | --- | --- | -- | -- | --- | --- |
| 1   | Hongarije  | 3   | 1   | 2   | 0   | 6  | 4  | +2  | 5   |
| 2   | IJsland    | 3   | 1   | 2   | 0   | 4  | 3  | +1  | 5   |
| 3   | Portugal   | 3   | 0   | 3   | 0   | 4  | 4  | 0   | 3   |
| 4   | Oostenrijk | 3   | 0   | 1   | 2   | 1  | 4  | –3  | 1   |

|                                               |                   |       |                        |                                                                                      |
| 14 juni 2016 «onderlinge duels» 18:00 (UTC+2) | Oostenrijk        | 0 – 2 | Hongarije              | Nouveau Stade Bordeaux, Bordeaux Toeschouwers: 34.424 Scheidsrechter: Clément Turpin |
| 14 juni 2016 «onderlinge duels» 18:00 (UTC+2) | Dragović 33', 66' |       | 62' Szalai 87' Stieber | Nouveau Stade Bordeaux, Bordeaux Toeschouwers: 34.424 Scheidsrechter: Clément Turpin |

|                                               |          |       |                  |                                                                                          |
| 14 juni 2016 «onderlinge duels» 21:00 (UTC+2) | Portugal | 1 – 1 | IJsland          | Stade Geoffroy-Guichard, Saint-Étienne Toeschouwers: 38.742 Scheidsrechter: Cüneyt Çakır |
| 14 juni 2016 «onderlinge duels» 21:00 (UTC+2) | Nani 31' |       | 50' B. Bjarnason | Stade Geoffroy-Guichard, Saint-Étienne Toeschouwers: 38.742 Scheidsrechter: Cüneyt Çakır |

|                                               |                          |       |                      |                                                                                 |
| 18 juni 2016 «onderlinge duels» 18:00 (UTC+2) | IJsland                  | 1 – 1 | Hongarije            | Stade Vélodrome, Marseille Toeschouwers: 60.842 Scheidsrechter: Sergej Karasjov |
| 18 juni 2016 «onderlinge duels» 18:00 (UTC+2) | G. Sigurðsson 40' (pen.) |       | 88' (e.d.) Sævarsson | Stade Vélodrome, Marseille Toeschouwers: 60.842 Scheidsrechter: Sergej Karasjov |

|                                               |          |       |            |                                                                              |
| 18 juni 2016 «onderlinge duels» 21:00 (UTC+2) | Portugal | 0 – 0 | Oostenrijk | Parc des Princes, Parijs Toeschouwers: 44.291 Scheidsrechter: Nicola Rizzoli |
| 18 juni 2016 «onderlinge duels» 21:00 (UTC+2) |          |       |            | Parc des Princes, Parijs Toeschouwers: 44.291 Scheidsrechter: Nicola Rizzoli |

|                                               |                                 |       |            |                                                                                    |
| 22 juni 2016 «onderlinge duels» 18:00 (UTC+2) | IJsland                         | 2 – 1 | Oostenrijk | Stade de France, Saint-Denis Toeschouwers: 68.714 Scheidsrechter: Szymon Marciniak |
| 22 juni 2016 «onderlinge duels» 18:00 (UTC+2) | Böðvarsson 18' Traustason 90+4' |       | 60' Schöpf | Stade de France, Saint-Denis Toeschouwers: 68.714 Scheidsrechter: Szymon Marciniak |

|                                               |                             |       |                           |                                                                               |
| 22 juni 2016 «onderlinge duels» 18:00 (UTC+2) | Hongarije                   | 3 – 3 | Portugal                  | Stade des Lumières, Lyon Toeschouwers: 55.514 Scheidsrechter: Martin Atkinson |
| 22 juni 2016 «onderlinge duels» 18:00 (UTC+2) | Gera 19' Dzsudzsák 47', 55' |       | 42' Nani 50', 63' Ronaldo | Stade des Lumières, Lyon Toeschouwers: 55.514 Scheidsrechter: Martin Atkinson |

### Rangschikking derde plaatsen
|   | Grp | Land          | GW | W | G | V | DV | DT | DS | ptn |
| - | --- | ------------- | -- | - | - | - | -- | -- | -- | --- |
| 1 | B   | Slowakije     | 3  | 1 | 1 | 1 | 3  | 3  | 0  | 4   |
| 2 | E   | Ierland       | 3  | 1 | 1 | 1 | 2  | 4  | –2 | 4   |
| 3 | F   | Portugal      | 3  | 0 | 3 | 0 | 4  | 4  | 0  | 3   |
| 4 | C   | Noord-Ierland | 3  | 1 | 0 | 2 | 2  | 2  | 0  | 3   |
| 5 | D   | Turkije       | 3  | 1 | 0 | 2 | 2  | 4  | –2 | 3   |
| 6 | A   | Albanië       | 3  | 1 | 0 | 2 | 1  | 3  | –2 | 3   |

## Knock-outfase
|  | Achtste finale | Achtste finale | Achtste finale |      |           | Kwartfinale | Kwartfinale | Kwartfinale |  |  | Halve finale | Halve finale | Halve finale |   |  | Finale | Finale | Finale |
|  |                |                |                |      |           |             |             |             |  |  |              |              |              |   |  |        |        |        |
|  |                | Zwitserland    | 1(4)           |      |           |             |             |             |  |  |              |              |              |   |  |        |        |        |
|  |                | Polen          | 1(5)           |      |           |             |             |             |  |  |              |              |              |   |  |        |        |        |
|  |                | Polen          | 1(5)           |      | Polen     | 1(3)        |             |             |  |  |              |              |              |   |  |        |        |        |
|  |                |                |                |      | Polen     | 1(3)        |             |             |  |  |              |              |              |   |  |        |        |        |
|  |                |                | Portugal       | 1(5) |           |             |             |             |  |  |              |              |              |   |  |        |        |        |
|  |                | Kroatië        | Portugal       | 1(5) | 0         |             |             |             |  |  |              |              |              |   |  |        |        |        |
|  |                |                |                |      | 0         |             |             |             |  |  |              |              |              |   |  |        |        |        |
|  |                | Portugal       | 1              |      |           |             |             |             |  |  |              |              |              |   |  |        |        |        |
|  |                |                |                |      |           |             | Portugal    | 2           |  |  |              |              |              |   |  |        |        |        |
|  |                |                |                |      |           |             |             |             |  |  |              |              |              |   |  |        |        |        |
|  |                |                | Wales          | 0    |           |             |             |             |  |  |              |              |              |   |  |        |        |        |
|  |                | Wales          | Wales          | 0    | 1         |             |             |             |  |  |              |              |              |   |  |        |        |        |
|  |                |                |                |      | 1         |             |             |             |  |  |              |              |              |   |  |        |        |        |
|  |                | Noord-Ierland  | 0              |      |           |             |             |             |  |  |              |              |              |   |  |        |        |        |
|  |                | Noord-Ierland  | 0              |      | Wales     | 3           |             |             |  |  |              |              |              |   |  |        |        |        |
|  |                |                |                |      | Wales     | 3           |             |             |  |  |              |              |              |   |  |        |        |        |
|  |                |                | België         | 1    |           |             |             |             |  |  |              |              |              |   |  |        |        |        |
|  |                | Hongarije      | België         | 1    | 0         |             |             |             |  |  |              |              |              |   |  |        |        |        |
|  |                |                |                |      | 0         |             |             |             |  |  |              |              |              |   |  |        |        |        |
|  |                | België         | 4              |      |           |             |             |             |  |  |              |              |              |   |  |        |        |        |
|  |                |                |                |      |           |             |             |             |  |  |              |              | Portugal     | 1 |  |        |        |        |
|  |                |                |                |      |           |             |             |             |  |  |              |              |              | 1 |  |        |        |        |
|  |                |                | Frankrijk      | 0    |           |             |             |             |  |  |              |              |              |   |  |        |        |        |
|  |                | Duitsland      | Frankrijk      | 0    | 3         |             |             |             |  |  |              |              |              |   |  |        |        |        |
|  |                | Duitsland      |                |      | 3         |             |             |             |  |  |              |              |              |   |  |        |        |        |
|  |                | Slowakije      | 0              |      |           |             |             |             |  |  |              |              |              |   |  |        |        |        |
|  |                | Slowakije      | 0              |      | Duitsland | 1(6)        |             |             |  |  |              |              |              |   |  |        |        |        |
|  |                |                |                |      | Duitsland | 1(6)        |             |             |  |  |              |              |              |   |  |        |        |        |
|  |                |                | Italië         | 1(5) |           |             |             |             |  |  |              |              |              |   |  |        |        |        |
|  |                | Italië         | Italië         | 1(5) | 2         |             |             |             |  |  |              |              |              |   |  |        |        |        |
|  |                |                |                |      | 2         |             |             |             |  |  |              |              |              |   |  |        |        |        |
|  |                | Spanje         | 0              |      |           |             |             |             |  |  |              |              |              |   |  |        |        |        |
|  |                |                |                |      |           |             | Duitsland   | 0           |  |  |              |              |              |   |  |        |        |        |
|  |                |                |                |      |           |             |             |             |  |  |              |              |              |   |  |        |        |        |
|  |                |                | Frankrijk      | 2    |           |             |             |             |  |  |              |              |              |   |  |        |        |        |
|  |                | Frankrijk      | Frankrijk      | 2    | 2         |             |             |             |  |  |              |              |              |   |  |        |        |        |
|  |                | Frankrijk      |                |      | 2         |             |             |             |  |  |              |              |              |   |  |        |        |        |
|  |                | Ierland        | 1              |      |           |             |             |             |  |  |              |              |              |   |  |        |        |        |
|  |                | Ierland        | 1              |      | Frankrijk | 5           |             |             |  |  |              |              |              |   |  |        |        |        |
|  |                |                |                |      | Frankrijk | 5           |             |             |  |  |              |              |              |   |  |        |        |        |
|  |                |                | IJsland        | 2    |           |             |             |             |  |  |              |              |              |   |  |        |        |        |
|  |                | Engeland       | IJsland        | 2    | 1         |             |             |             |  |  |              |              |              |   |  |        |        |        |
|  |                | Engeland       |                |      | 1         |             |             |             |  |  |              |              |              |   |  |        |        |        |
|  |                | IJsland        | 2              |      |           |             |             |             |  |  |              |              |              |   |  |        |        |        |

### Achtste finales
|                                               |                                            |              |                                                  |                                                                                              |
| 25 juni 2016 «onderlinge duels» 15:00 (UTC+2) | Zwitserland                                | 1 – 1 (n.v.) | Polen                                            | Stade Geoffroy-Guichard, Saint-Étienne Toeschouwers: 38.842 Scheidsrechter: Mark Clattenburg |
| 25 juni 2016 «onderlinge duels» 15:00 (UTC+2) | Shaqiri 82'                                |              | 39' Błaszczykowski                               | Stade Geoffroy-Guichard, Saint-Étienne Toeschouwers: 38.842 Scheidsrechter: Mark Clattenburg |
| 25 juni 2016 «onderlinge duels» 15:00 (UTC+2) | Strafschoppen                              |              |                                                  | Stade Geoffroy-Guichard, Saint-Étienne Toeschouwers: 38.842 Scheidsrechter: Mark Clattenburg |
| 25 juni 2016 «onderlinge duels» 15:00 (UTC+2) | Lichtsteiner Xhaka Shaqiri Schär Rodríguez | 4 – 5        | Lewandowski Milik Glik Błaszczykowski Krychowiak | Stade Geoffroy-Guichard, Saint-Étienne Toeschouwers: 38.842 Scheidsrechter: Mark Clattenburg |

|                                               |                    |       |               |                                                                               |
| 25 juni 2016 «onderlinge duels» 18:00 (UTC+2) | Wales              | 1 – 0 | Noord-Ierland | Parc des Princes, Parijs Toeschouwers: 44.342 Scheidsrechter: Martin Atkinson |
| 25 juni 2016 «onderlinge duels» 18:00 (UTC+2) | McAuley 75' (e.d.) |       |               | Parc des Princes, Parijs Toeschouwers: 44.342 Scheidsrechter: Martin Atkinson |

|                                               |         |               |          |                                                                                           |
| 25 juni 2016 «onderlinge duels» 21:00 (UTC+2) | Kroatië | 0 – 1 (n.v.)  | Portugal | Stade Bollaert-Delelis, Lens Toeschouwers: 33.523 Scheidsrechter: Carlos Velasco Carballo |
| 25 juni 2016 «onderlinge duels» 21:00 (UTC+2) |         | 117' Quaresma |          | Stade Bollaert-Delelis, Lens Toeschouwers: 33.523 Scheidsrechter: Carlos Velasco Carballo |

|                                               |                    |       |                           |                                                                              |
| 26 juni 2016 «onderlinge duels» 15:00 (UTC+2) | Frankrijk          | 2 – 1 | Ierland                   | Stade des Lumières, Lyon Toeschouwers: 59.186 Scheidsrechter: Nicola Rizzoli |
| 26 juni 2016 «onderlinge duels» 15:00 (UTC+2) | Griezmann 58', 61' |       | 3' (pen.) Brady 66' Duffy | Stade des Lumières, Lyon Toeschouwers: 59.186 Scheidsrechter: Nicola Rizzoli |

|                                               |                                  |       |           | |
| 26 juni 2016 «onderlinge duels» 18:00 (UTC+2) | Duitsland                        | 3 – 0 | Slowakije | Grand Stade Lille Métropole, Villeneuve-d'Ascq Toeschouwers: 44.312 Scheidsrechter: Szymon Marciniak |
| 26 juni 2016 «onderlinge duels» 18:00 (UTC+2) | Boateng 8' Gómez 43' Draxler 63' |       |           | Grand Stade Lille Métropole, Villeneuve-d'Ascq Toeschouwers: 44.312 Scheidsrechter: Szymon Marciniak |

|                                               |           |                                                             |        |                                                                                |
| 26 juni 2016 «onderlinge duels» 21:00 (UTC+2) | Hongarije | 0 – 4                                                       | België | Stadium Municipal, Toulouse Toeschouwers: 28.921 Scheidsrechter: Milorad Mažić |
| 26 juni 2016 «onderlinge duels» 21:00 (UTC+2) |           | 10' Alderweireld 78' Batshuayi 80' E. Hazard 90+1' Carrasco |        | Stadium Municipal, Toulouse Toeschouwers: 28.921 Scheidsrechter: Milorad Mažić |

|                                               |                           |       |        |                                                                                |
| 27 juni 2016 «onderlinge duels» 18:00 (UTC+2) | Italië                    | 2 – 0 | Spanje | Stade de France, Saint-Denis Toeschouwers: 76.165 Scheidsrechter: Cüneyt Çakır |
| 27 juni 2016 «onderlinge duels» 18:00 (UTC+2) | Chiellini 33' Pellè 90+1' |       |        | Stade de France, Saint-Denis Toeschouwers: 76.165 Scheidsrechter: Cüneyt Çakır |

|                                               |                  |       |                                 |                                                                          |
| 27 juni 2016 «onderlinge duels» 21:00 (UTC+2) | Engeland         | 1 – 2 | IJsland                         | Allianz Riviera, Nice Toeschouwers: 33.901 Scheidsrechter: Damir Skomina |
| 27 juni 2016 «onderlinge duels» 21:00 (UTC+2) | Rooney 4' (pen.) |       | 6' R. Sigurðsson 18' Sigþórsson | Allianz Riviera, Nice Toeschouwers: 33.901 Scheidsrechter: Damir Skomina |

### Kwartfinales
|                                               |                                       |              |                                        |                                                                             |
| 30 juni 2016 «onderlinge duels» 21:00 (UTC+2) | Polen                                 | 1 – 1 (n.v.) | Portugal                               | Stade Vélodrome, Marseille Toeschouwers: 62.940 Scheidsrechter: Felix Brych |
| 30 juni 2016 «onderlinge duels» 21:00 (UTC+2) | Lewandowski 2'                        |              | 33' Sanches                            | Stade Vélodrome, Marseille Toeschouwers: 62.940 Scheidsrechter: Felix Brych |
| 30 juni 2016 «onderlinge duels» 21:00 (UTC+2) | Strafschoppen                         |              |                                        | Stade Vélodrome, Marseille Toeschouwers: 62.940 Scheidsrechter: Felix Brych |
| 30 juni 2016 «onderlinge duels» 21:00 (UTC+2) | Lewandowski Milik Glik Błaszczykowski | 3 – 5        | Ronaldo Sanches Moutinho Nani Quaresma | Stade Vélodrome, Marseille Toeschouwers: 62.940 Scheidsrechter: Felix Brych |

|                                              |                                           |       |                |                                                                                                   |
| 1 juli 2016 «onderlinge duels» 21:00 (UTC+2) | Wales                                     | 3 – 1 | België         | Grand Stade Lille Métropole, Villeneuve-d'Ascq Toeschouwers: 45.936 Scheidsrechter: Damir Skomina |
| 1 juli 2016 «onderlinge duels» 21:00 (UTC+2) | A. Williams 31' Robson-Kanu 55' Vokes 86' |       | 13' Nainggolan | Grand Stade Lille Métropole, Villeneuve-d'Ascq Toeschouwers: 45.936 Scheidsrechter: Damir Skomina |

|                                              |                                                                         |              |                                                                           |                                                                                     |
| 2 juli 2016 «onderlinge duels» 21:00 (UTC+2) | Duitsland                                                               | 1 – 1 (n.v.) | Italië                                                                    | Nouveau Stade Bordeaux, Bordeaux Toeschouwers: 38.764 Scheidsrechter: Viktor Kassai |
| 2 juli 2016 «onderlinge duels» 21:00 (UTC+2) | Özil 65'                                                                |              | 78' (pen.) Bonucci                                                        | Nouveau Stade Bordeaux, Bordeaux Toeschouwers: 38.764 Scheidsrechter: Viktor Kassai |
| 2 juli 2016 «onderlinge duels» 21:00 (UTC+2) | Strafschoppen                                                           |              |                                                                           | Nouveau Stade Bordeaux, Bordeaux Toeschouwers: 38.764 Scheidsrechter: Viktor Kassai |
| 2 juli 2016 «onderlinge duels» 21:00 (UTC+2) | Kroos Müller Özil Draxler Schweinsteiger Hummels Kimmich Boateng Hector | 6 – 5        | Insigne Zaza Barzagli Pellè Bonucci Giaccherini Parolo De Sciglio Darmian | Nouveau Stade Bordeaux, Bordeaux Toeschouwers: 38.764 Scheidsrechter: Viktor Kassai |

|                                              |                                                   |       |                                 |                                                                                 |
| 3 juli 2016 «onderlinge duels» 21:00 (UTC+2) | Frankrijk                                         | 5 – 2 | IJsland                         | Stade de France, Saint-Denis Toeschouwers: 76.833 Scheidsrechter: Björn Kuipers |
| 3 juli 2016 «onderlinge duels» 21:00 (UTC+2) | Giroud 12', 59' Pogba 20' Payet 43' Griezmann 45' |       | 56' Sigþórsson 84' B. Bjarnason | Stade de France, Saint-Denis Toeschouwers: 76.833 Scheidsrechter: Björn Kuipers |

### Halve finales
|                                              |                      |       |       |                                                                              |
| 6 juli 2016 «onderlinge duels» 21:00 (UTC+2) | Portugal             | 2 – 0 | Wales | Stade des Lumières, Lyon Toeschouwers: 55.679 Scheidsrechter: Jonas Eriksson |
| 6 juli 2016 «onderlinge duels» 21:00 (UTC+2) | Ronaldo 50' Nani 53' |       |       | Stade des Lumières, Lyon Toeschouwers: 55.679 Scheidsrechter: Jonas Eriksson |

|                                              |           |                             |           |                                                                                |
| 7 juli 2016 «onderlinge duels» 21:00 (UTC+2) | Duitsland | 0 – 2                       | Frankrijk | Stade Vélodrome, Marseille Toeschouwers: 64.078 Scheidsrechter: Nicola Rizzoli |
| 7 juli 2016 «onderlinge duels» 21:00 (UTC+2) |           | 45+2' (pen.), 72' Griezmann |           | Stade Vélodrome, Marseille Toeschouwers: 64.078 Scheidsrechter: Nicola Rizzoli |

### Finale
|                                               |           |              |           |                                                                                    |
| 10 juli 2016 «onderlinge duels» 21:00 (UTC+2) | Portugal  | 1 – 0 (n.v.) | Frankrijk | Stade de France, Saint-Denis Toeschouwers: 75.868 Scheidsrechter: Mark Clattenburg |
| 10 juli 2016 «onderlinge duels» 21:00 (UTC+2) | Éder 109' |              |           | Stade de France, Saint-Denis Toeschouwers: 75.868 Scheidsrechter: Mark Clattenburg |

| UEFA Europees kampioenschap voetbal Winnaar 2016 |
| ------------------------------------------------ |
| PORTUGAL 1ste titel                              |

## Statistieken

### Doelpuntenmakers
6 doelpunten
- Antoine Griezmann

3 doelpunten
- Olivier Giroud
- Dimitri Payet
- Cristiano Ronaldo
- Nani
- Álvaro Morata
- Gareth Bale

2 doelpunten
- Romelu Lukaku
- Radja Nainggolan
- Mario Gómez
- Balázs Dzsudzsák
- Robbie Brady
- Birkir Bjarnason
- Kolbeinn Sigþórsson
- Graziano Pellè
- Ivan Perišić
- Jakub Błaszczykowski
- Bogdan Stancu
- Hal Robson-Kanu

1 doelpunt
- Armando Sadiku
- Toby Alderweireld
- Michy Batshuayi
- Yannick Carrasco
- Eden Hazard
- Axel Witsel
- Jérôme Boateng
- Julian Draxler
- Shkodran Mustafi
- Mesut Özil
- Bastian Schweinsteiger
- Eric Dier
- Wayne Rooney
- Daniel Sturridge
- Jamie Vardy
- Paul Pogba
- Zoltán Gera
- Zoltán Stieber
- Ádám Szalai
- Wes Hoolahan
- Jón Daði Böðvarsson
- Gylfi Sigurðsson
- Ragnar Sigurðsson
- Arnór Ingvi Traustason
- Leonardo Bonucci
- Giorgio Chiellini
- Éder
- Emanuele Giaccherini
- Nikola Kalinić
- Luka Modrić
- Ivan Rakitić
- Gareth McAuley
- Niall McGinn
- Alessandro Schöpf
- Robert Lewandowski
- Arkadiusz Milik
- Éder
- Ricardo Quaresma
- Renato Sanches
- Vasili Berezoetski
- Denis Gloesjakov
- Ondrej Duda
- Marek Hamšík
- Vladimír Weiss
- Nolito
- Gerard Piqué
- Tomáš Necid
- Milan Škoda
- Ozan Tufan
- Burak Yılmaz
- Aaron Ramsey
- Neil Taylor
- Sam Vokes
- Ashley Williams
- Admir Mehmedi
- Fabian Schär
- Xherdan Shaqiri

Eigen doelpunt
- Ciaran Clark (tegen Zweden)
- Birkir Már Sævarsson (tegen Hongarije)
- Gareth McAuley (tegen Wales)

### Rode kaarten
1 rode kaart
- Lorik Cana (2 keer geel)
- Shane Duffy (direct rood)
- Aleksandar Dragović (2 keer geel)

## Trivia

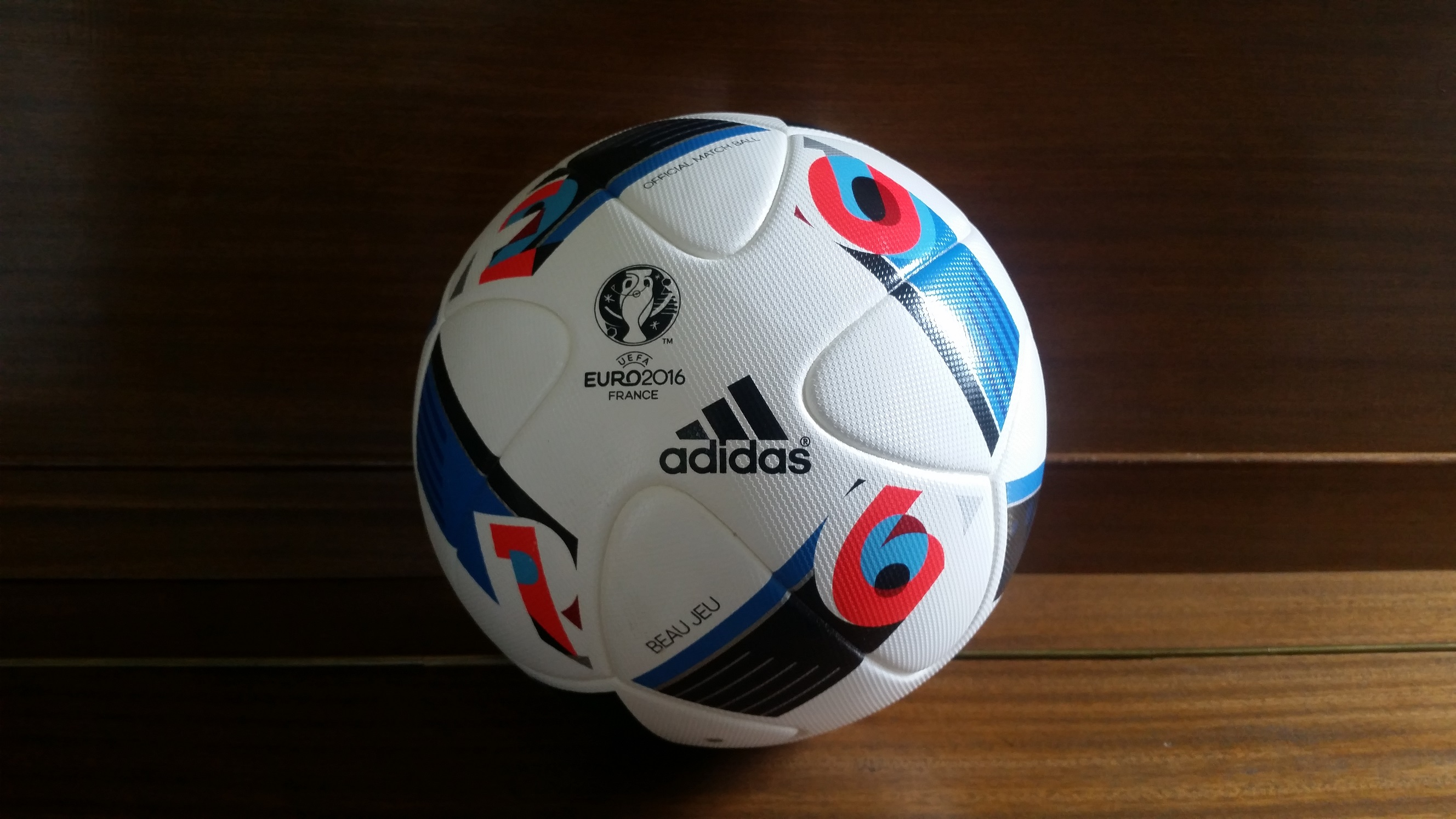
De wedstrijdbal, de Adidas Beau Jeu

- De mascotte van het Europees kampioenschap voetbal, "Super Victor", werd op 18 november 2014 onthuld. Het was een kind in het tenue van het Franse team met een cape in de kleuren van de Franse vlag. De naam werd gekozen via een wedstrijd. Het nummer This One's for You van David Guetta featuring Zara Larsson was het officiële openingsnummer. Free Your Mind van Maya Lavelle was het officiële sluitingsnummer. De Adidas Beau Jeu was de officiële wedstrijdbal.
- Iker Casillas was de meest ervaren international op het EK voetbal in Frankrijk. De doelman van FC Porto en Spanje had 166 interlands achter zijn naam staan voordat hij aan het eindtoernooi begon. In totaal waren er 23 spelers met meer dan honderd interlands achter hun naam, onder wie Gianluigi Buffon (157), Cristiano Ronaldo (125), Zlatan Ibrahimović (112), Wayne Rooney (110) en Andrés Iniesta (107).[18]
- Met twaalf EK-gangers waren Juventus FC en Liverpool FC de hofleveranciers van de EK-eindronde. Ook Tottenham Hotspur (11) en Manchester United (10) leverden veel spelers. Engeland was van alle landen het sterkst vertegenwoordigd: 97 spelers kwamen uit in de Premier League en nog eens 29 spelers verdienden hun brood bij een club in het Football League Championship, het tweede niveau in Engeland.
- Winnaar Portugal wist gedurende het hele toernooi slechts één wedstrijd binnen 90 minuten te winnen (2-0 in de halve finale tegen Wales).

## EK 2016 in beeld

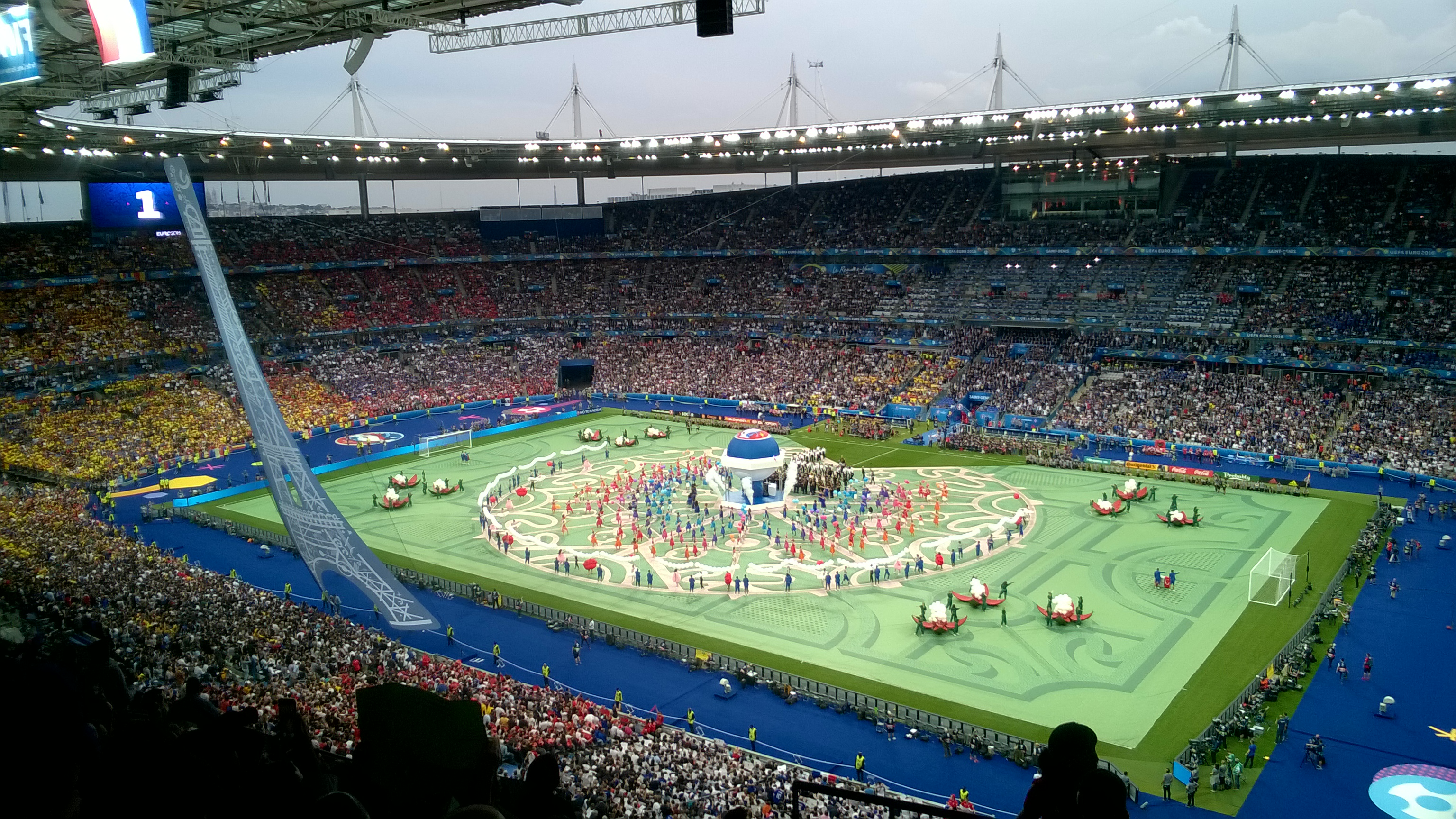
Openingsceremonie
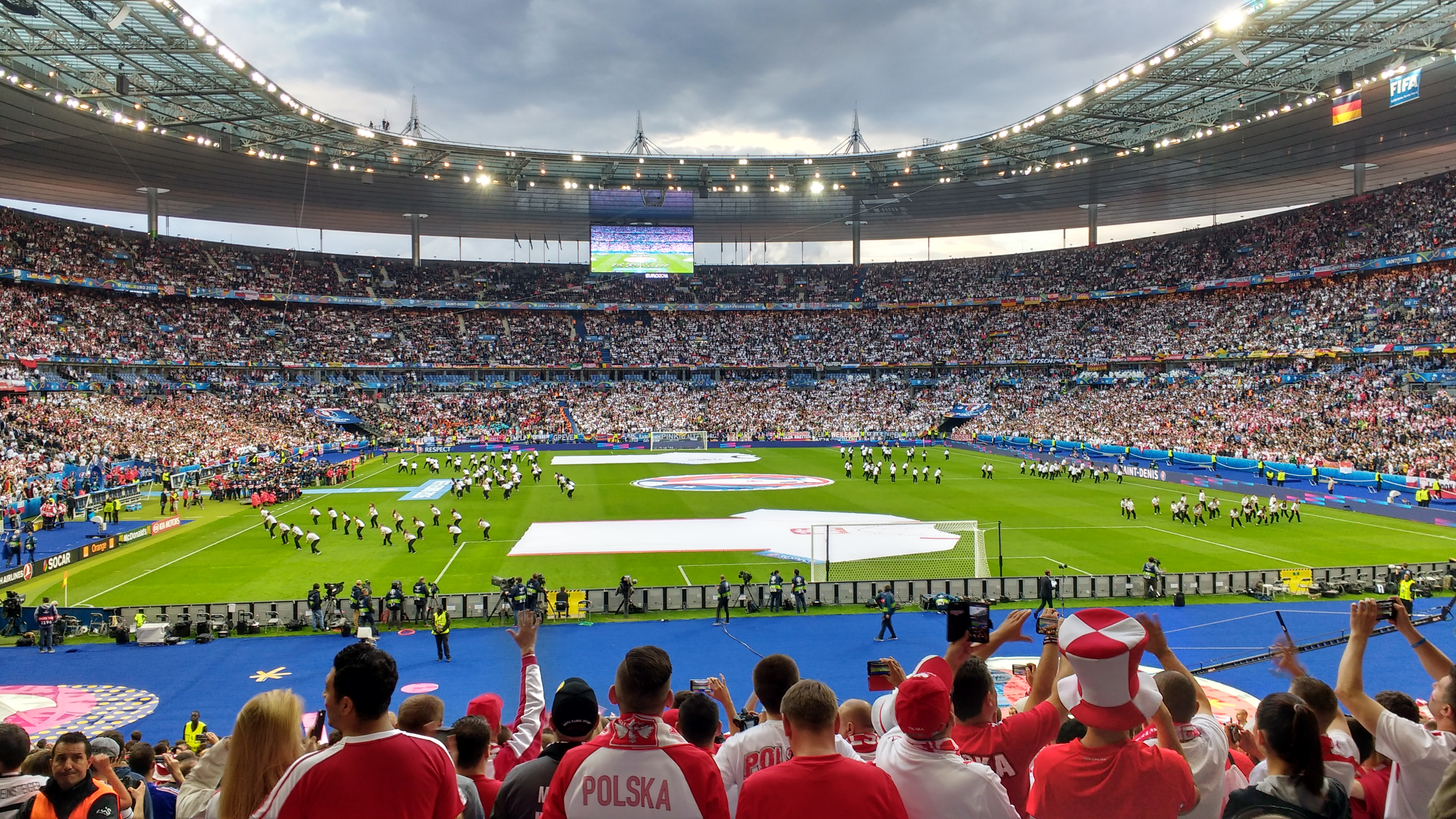
Duitsland-Polen
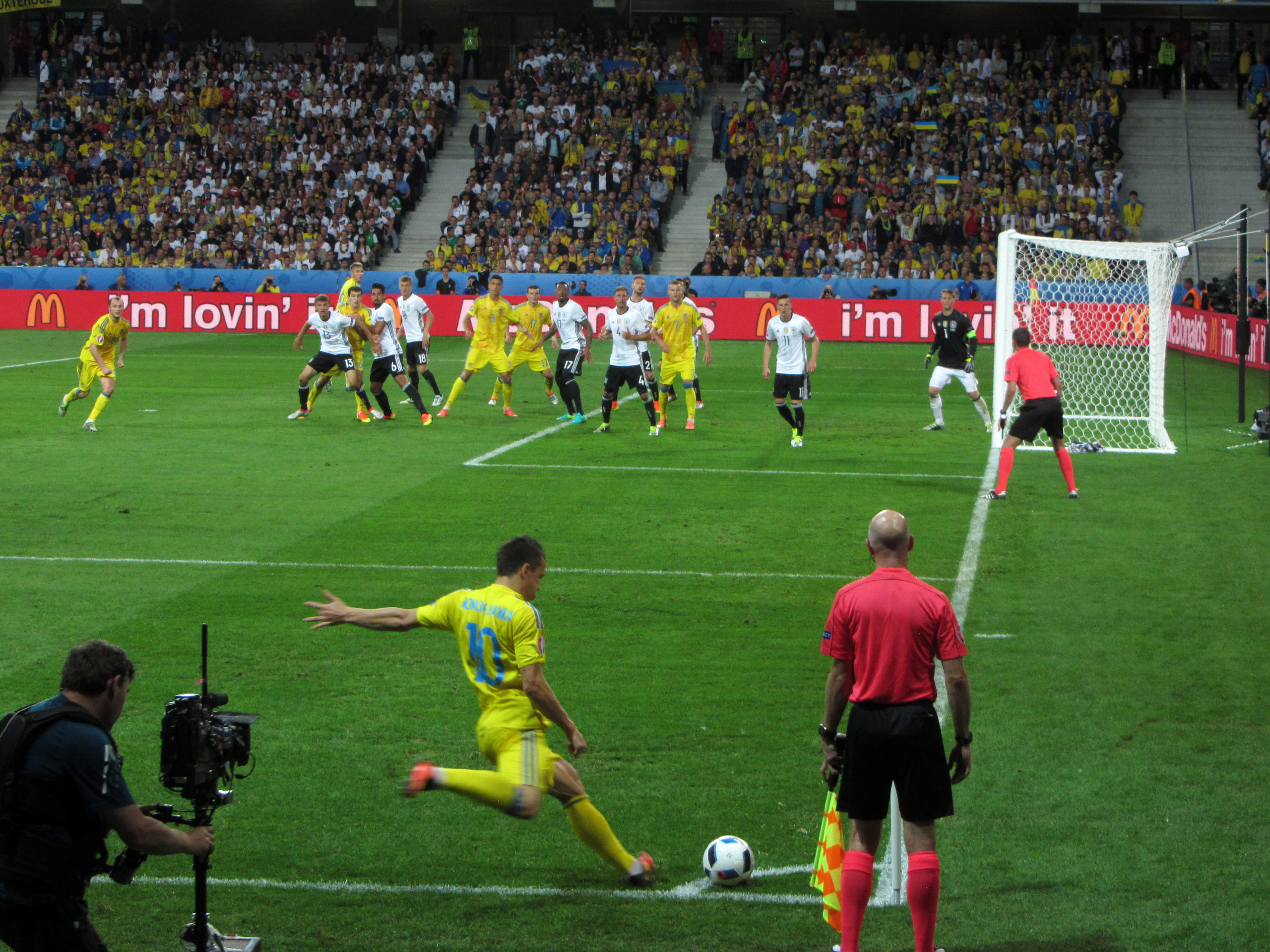
Oekraïne-Duitsland
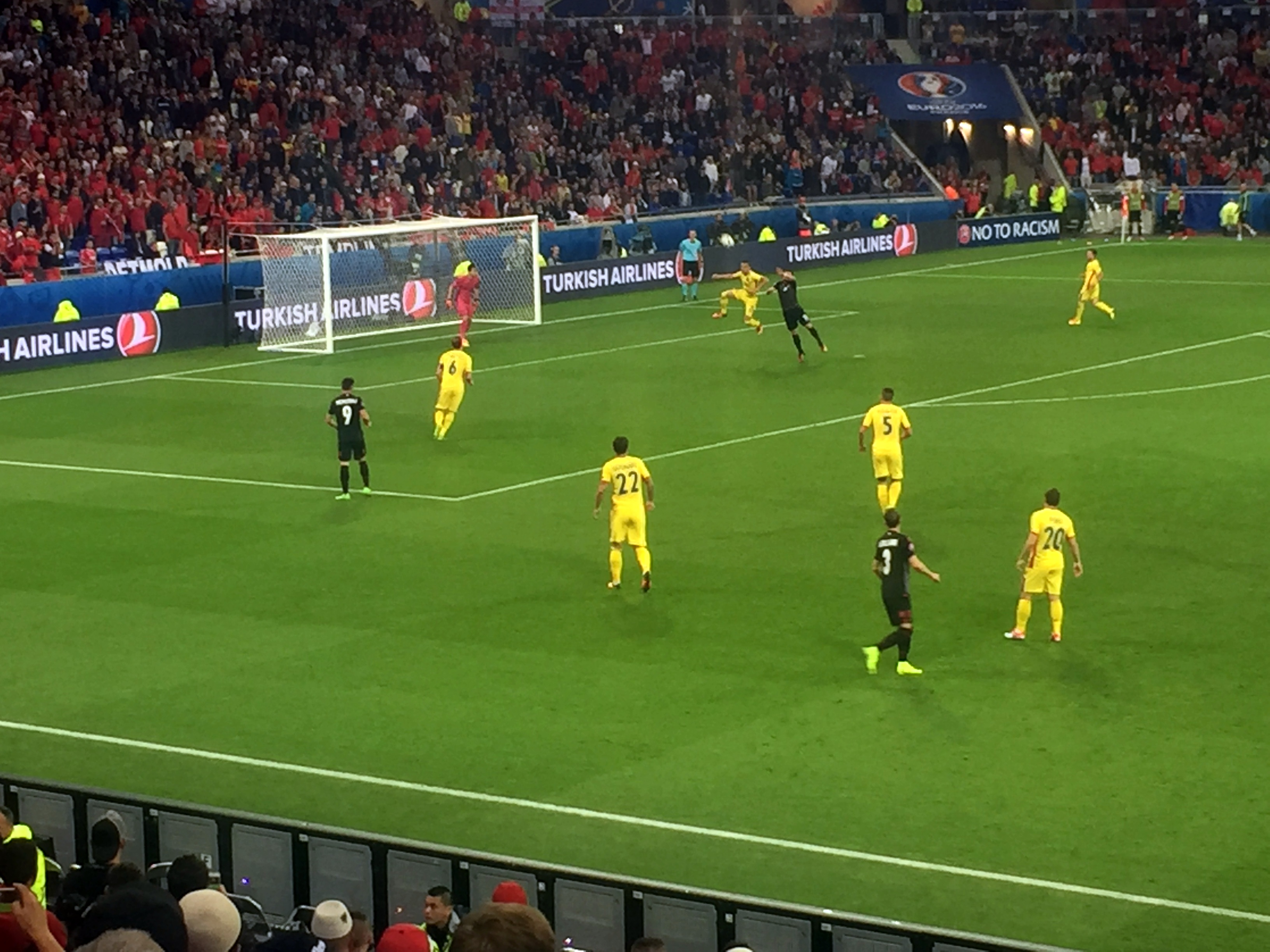
Roemenië-Albanië
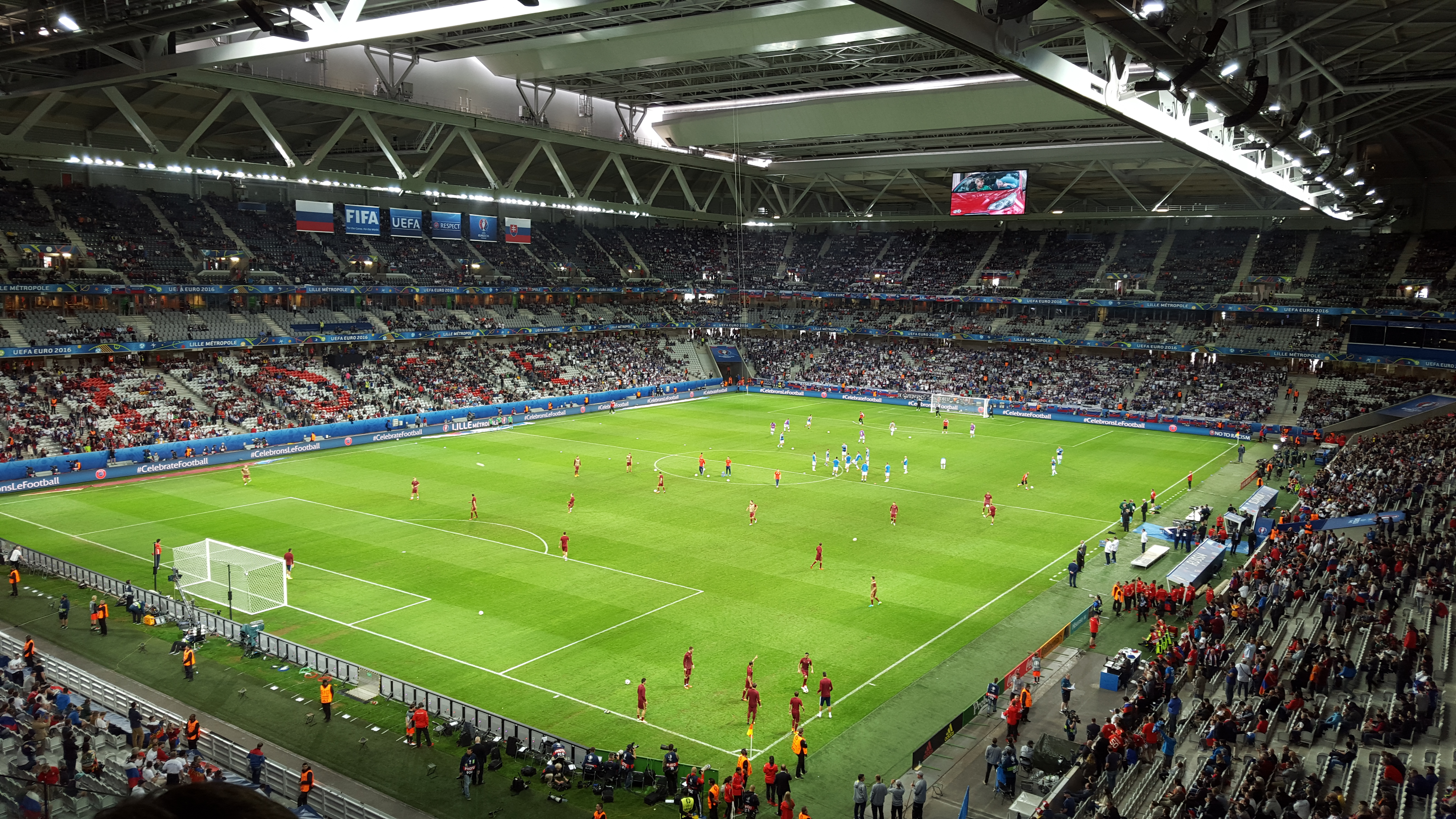
Rusland-Slowakije